# Gorrie Lake
Gorrie Lake är en sjö i Kanada.   Den ligger i Timiskaming District och provinsen Ontario, i den sydöstra delen av landet, 300 km nordväst om huvudstaden Ottawa. Gorrie Lake ligger 297 meter över havet. Arean är 0,52 kvadratkilometer. Den sträcker sig 1,3 kilometer i nord-sydlig riktning, och 1,1 kilometer i öst-västlig riktning.
I omgivningarna runt Gorrie Lake växer i huvudsak blandskog. Trakten runt Gorrie Lake är nära nog obefolkad, med mindre än två invånare per kvadratkilometer.